# Klaus Siebert
Klaus Siebert (n. 29 aprilie 1955, Schlettau, Saxonia, Germania – d. 24 aprilie 2016, Altenberg, Saxonia, Germania) a fost un biatlonist ce a reprezentat Republica Democrată Germană, medaliat olimpic. A participat la o ediție a Jocurilor Olimpice (1980) în care a câștigat o medalie de argint.